# Анка Тенасе
Анка Тенасе (15 березня 1968) — румунська академічна веслувальниця.
Олімпійська чемпіонка 1996 року в складі вісімки.
Чемпіонка світу 1989, 1997 років у складі вісімки, срібна призерка 1995 (вісімки), 1997 (розпашні четвірки без стернової) років, бронзова призерка 1994 року в складі вісімки.